# Rubus ostryifolius
Rubus ostryifolius är en rosväxtart som beskrevs av Per Axel Rydberg. Rubus ostryifolius ingår i släktet rubusar, och familjen rosväxter. Inga underarter finns listade i Catalogue of Life.